# Колібрі білохвостий
Колі́брі білохвостий (Urochroa bougueri) — вид серпокрильцеподібних птахів родини колібрієвих (Trochilidae). Мешкає в Колумбії і Еквадорі. Вид названий на честь французького фізика і астронома П'єра Бугера. Раніше вважався конспецифічним з зеленоспинним колібрі.

## Опис

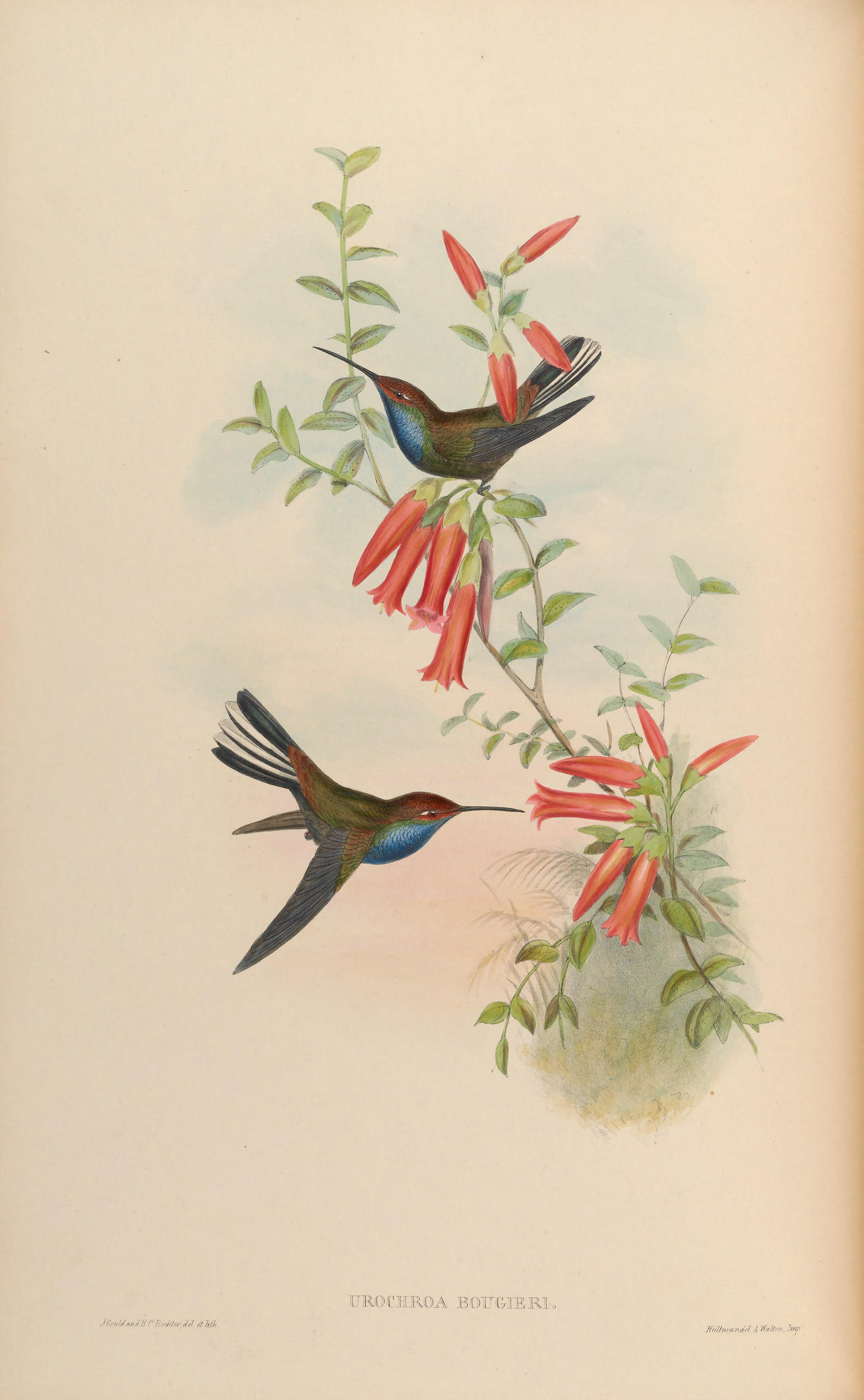
Білохвості колібрі

Довжина птаха становить 13-14 см, враховуючи дзьоб довжиною 3 см, вага 8,5-12,5 г.  Верхня частина тіла мідно-зелена, на щоках рудувато-коричневі смуги, за очима невеликі охристі плями. Горло і груди блакитні, блискучі, живіт коричнювато-сірий, верхні покривні пера хвоста мідні, нижні покривні пера хвоста чорні, боки тьмяно-зелені. Центральні і крайні стернові пера чорні, решта стернових пер білі з темно-сірими краями. Дзьоб дещо вигнутий, чорний. Виду не притаманний статевий диморфізм.

## Поширення і екологія
Білохвості колібрі мешкають на західних схилах Анд в Колумбії (на південь від Чоко) і Еквадорі (на південь до Пічинчи). Вони живуть у вологих гірських тропічних лісах і на узліссях, на порослих чагарниками гірських схилах, часто поблизу гірських річок і струмків. Зустрічаються на висоті від 1600 до 2800 м над рівнем моря, переважно на висоті 1800 м над рівнем моря, іноді мігрують в долини. Білохвості колібрі живляться нектаром рослин з родів Inga, Bomarea, Psammisia, і Cavendishia, яких шукають в нижньому і середньому ярусах лісу, а також дрібними комахами, яких ловлять в польоті. Сезон розмноження в Колумбії триває з грудня по березень. Гніздо чашоподібне, робиться з моху і лишайників, прикріплюється до вертикально розташованої гілки, на висоті до 8 до 12 м над землею. В кладці 2 яйця, інкубаційний період триває 16-18 днів, пташенята покидають гніздо через 23-25 днів після вилуплення.